# Crosbycus speluncarum
Crosbycus speluncarum is een hooiwagen uit de familie Ceratolasmatidae.